# Max Gustav Heinrich Wolff
Max Gustav Heinrich Wolff (* 5. November 1893 in Zürich; † 23. Februar 1965 ebenda) war ein Schweizer Jurist, Richter, Politiker und christlicher Friedensaktivist.

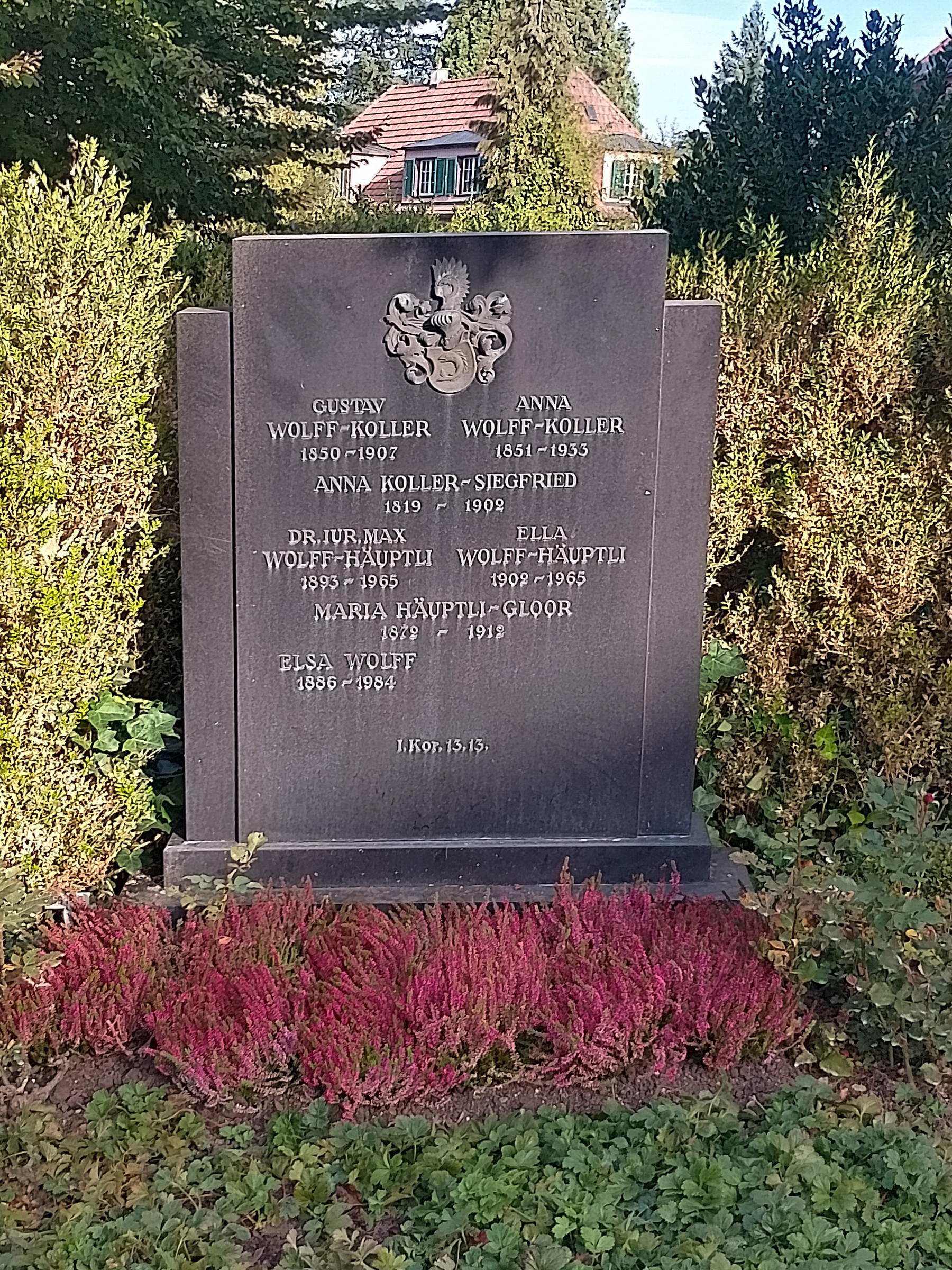
Familiengrab, Friedhof Rehalp, Zürich

## Leben und Werk
Max Gustav Heinrich Wolff war ein Sohn des Rechtsanwalts Gustav Wolff (1850–1907) und der Anna, geborene Koller (1851–1933).
Wolff studierte Rechtswissenschaften in Zürich, Berlin und promovierte 1916. Ab 1921 war er Obergerichtssekretär, ab 1930 Bezirksrichter, ab 1937 Oberrichter und ab 1959 Kassationsrichter.
Er gehörte zum Kreis um Leonhard Ragaz und war von 1932 bis 1947 Mitglied in der Zürcher Kirchensynode, die er von 1939 bis 1947 auch präsidierte. Als solcher kritisierte er offen die schweizerische Flüchtlingspolitik sowie die herrschende Pressezensur. Zudem setzte sich Wolff für die Verkündigungsfreiheit der Kirchen ein. 
Da es zu Differenzen mit der Landeskirche und zu Anfeindungen u. a. aus der Presse kam, trat Wolff 1947 vorzeitig vom Synodenpräsidium zurück. Als Mitglied der Demokratischen Partei sass er ab 1947 im Zürcher Kantonsrat.
Max Gustav Heinrich Wolff war seit 1929 mit Ella, geborene Häuptli (1902–1965), verheiratet. Ihre letzte Ruhestätte fanden sie auf dem Friedhof Rehalp in Zürich.